# NGC 7224
NGC 7224 est une vaste galaxie elliptique relativement éloignée et située dans la constellation de Pégase. Sa vitesse par rapport au fond diffus cosmologique est de 11 859 ± 52 km/s, ce qui correspond à une distance de Hubble de 174,9 ± 12,3 Mpc (∼570 millions d'al). NGC 7224 a été découverte par l'astronome allemand Albert Marth en 1863.